# James Blaine
James Gillespie Blaine (West Brownsville, 31 gennaio 1830 – Washington, 27 gennaio 1893) è stato un politico statunitense, membro del Partito Repubblicano.

## Biografia
James è stato uno dei più influenti leader repubblicani del periodo successivo alla Guerra civile americana. Rappresentante e speaker della Camera dei rappresentanti, venne poi eletto come Senatore repubblicano del Maine; per due volte svolse il ruolo di Segretario di Stato.
Fu il candidato del suo partito alle presidenziali del 1884, ma venne sconfitto da Stephen Grover Cleveland. Nell'occasione la sua campagna elettorale venne indebolita dallo "scandalo delle lettere di Mulligan": un contabile di Boston, James Mulligan, scoprì delle missive dimostranti che Blaine, in cambio di denaro, aveva favorito gli interessi di varie aziende private (ad esempio, aveva ricevuto 110.150 dollari da una società ferroviaria per garantirle, tra l'altro, l'assegnazione di terreni federali).